# Santo Antônio do Muqui
Santo Antônio do Muqui é um distrito do município de Mimoso do Sul, no Espírito Santo . O distrito possui  cerca de 1 400 habitantes e está situado na região norte do município .